# Venezuelas damlandslag i vattenpolo
Venezuelas damlandslag i vattenpolo representerar Venezuela i vattenpolo på damsidan. Laget slutade på 14:e plats vid VM-turneringarna 2003 och 2005.

### Fotnoter
1. ↑  Todor Krastev (27 mars 2003). ”Women Water Polo World Championship 2003 Barcelona (ESP) - 13-25.07 Winner United States” (på engelska). Sport Statistics. Arkiverad från originalet den 20 februari 2016. https://web.archive.org/web/20160220150256/http://todor66.com///Water_Polo/World/Women_2003.html. Läst 4 november 2015.
2. ↑  Todor Krastev (27 mars 2005). ”Women Water Polo World Championship 2005 Montreal (CAN) - 17-29.07 Winner Hungary” (på engelska). Sport Statistics. Arkiverad från originalet den 6 mars 2016. https://web.archive.org/web/20160306195750/http://todor66.com/Water_Polo/World/Women_2005.html. Läst 4 november 2015.